# 毛叶蔗茅
毛叶蔗茅（学名：Erianthus trichophyllus）为禾本科蔗茅属下的一个种。

## 扩展阅读
- 維基物種上的相關：毛叶蔗茅